# Onouea Village
Onouea Village är en ort i Kiribati.   Den ligger i örådet Teraina och ögruppen Linjeöarna, i den västra delen av landet, 3 000 km öster om huvudstaden Tarawa. Onouea Village ligger 11 meter över havet och antalet invånare är 176. Den ligger på ön Teraina Island.
Terrängen runt Onouea Village är mycket platt.  Närmaste större samhälle är Tanekore Village, 4,4 km nordväst om Onouea Village. 